# Hermod
Hermod er ifølge Snorre søn af Odin og Frigg. Bortset fra i sagnet om Balders død (som kan være et sent tillæg til den oprindelige myte, under kristen påvirkning og inspireret af Jesu død, med Loke som djævelen)  nævnes Hermod kun lige i en saga om Skjoldungerne. Desuden lader Eyvind Skaldaspillir ham og digterguden Brage modtage den faldne kong Håkon den Gode i Valhal. Hermod var - i modsætning til de fleste andre gudenavne - et almindeligt personnavn, brugt af både nord- og sydgermanere. Sagnhelten Hermod har måske været en virkelig person, som eftertiden hædrede med en plads i gudernes kreds.

## Hermods Hel-færd
Omtalt som "Hermod den Raske" blev han af Odin sendt til Hel for at købslå om sin bror Balders frigivelse. Odins hest Sleipnir blev ført frem, og Hermod red i ni nætter ad mørke og dybe dale, og så intet, før han kom til åen Gjøll og broen over den, Gjallarbroen, som er brolagt med lysende guld. Pigen Modgunn, der vogter broen, fortalte ham, at der dagen forinden var redet fem fylker af døde mænd over, "men ikke dundrer broen mindre under dig alene, og du har ikke døde mænds lød. Så hvorfor rider du her på Helvejen?" Balder forklarede sit ærinde, og hun fortalte ham, at Balder var redet forbi dagen før, "men Helvejen fører nedad og nordpå". Deraf det norske udtryk "gå nord og ned", når noget går galt, "går ad helvede til".
Hermod nåede Hels låge og gav Sleipnir af sporerne, så han sprang så højt over lågen, at han end ikke rørte ved den. Hermod steg af og gik ind i hallen, hvor Balder sad i højsædet. Dér overnattede Hermod hos sin bror. Om morgenen bad han Hel om, at Balder måtte ride hjem med ham. Men Hel ville have prøvet, om Balder nu også var så elsket, som Hermod påstod. "Hvis alle ting i verden græder for ham, skal han komme tilbage til aserne; men han skal blive her, hvis nogen taler imod eller ikke vil græde." Balder fulgte sin bror ud af hallen og gav ham ringen Draupner med som et minde til deres far Odin. Tilbage i Asgård fortalte Hermod om sin færd, og aserne bad hele verden om at græde Balder ud af Hel. Men da sendemændene talte med jættekvinden Tøkk i hendes klippehule, sagde hun: "Hverken levende eller død huer Odins søn mig. Lad Hel beholde, hvad hun har!" Derfor kom Balder aldrig tilbage til de levendes verden; og Tøkk menes at være Loke forklædt som kvinde.

## Færden iDraumkvedet
I 1840'erne kom Jørgen Moe på sporet af Draumkvedet (= Drømmekvadet), en norsk middelalderballade, især udbredt i Telemark. Digtet, der findes i en række varianter, skildrer en færd over Gjallarbroen, foretaget af en Olav Åsteson i en drøm, der varer fra juleaften til "trettende dag jul". Her fører broen også frem til dødsriget; men det er "Guds mor" og ikke Hel, der hilser ham.